# Uroxys epipleurale
Uroxys epipleurale là một loài bọ cánh cứng trong họ Bọ hung (Scarabaeidae).